# Atol Pearl i Hermes
Pearl i Hermes (ang. Pearl and Hermes Atoll, haw. Manawai, także Holoikauaua) – atol leżący w archipelagu Hawajów, w grupie Północno-Zachodnich Wysp Hawajskich. Administracyjnie należy do stanu Hawaje w Stanach Zjednoczonych. Jest bezludny.

## Geografia

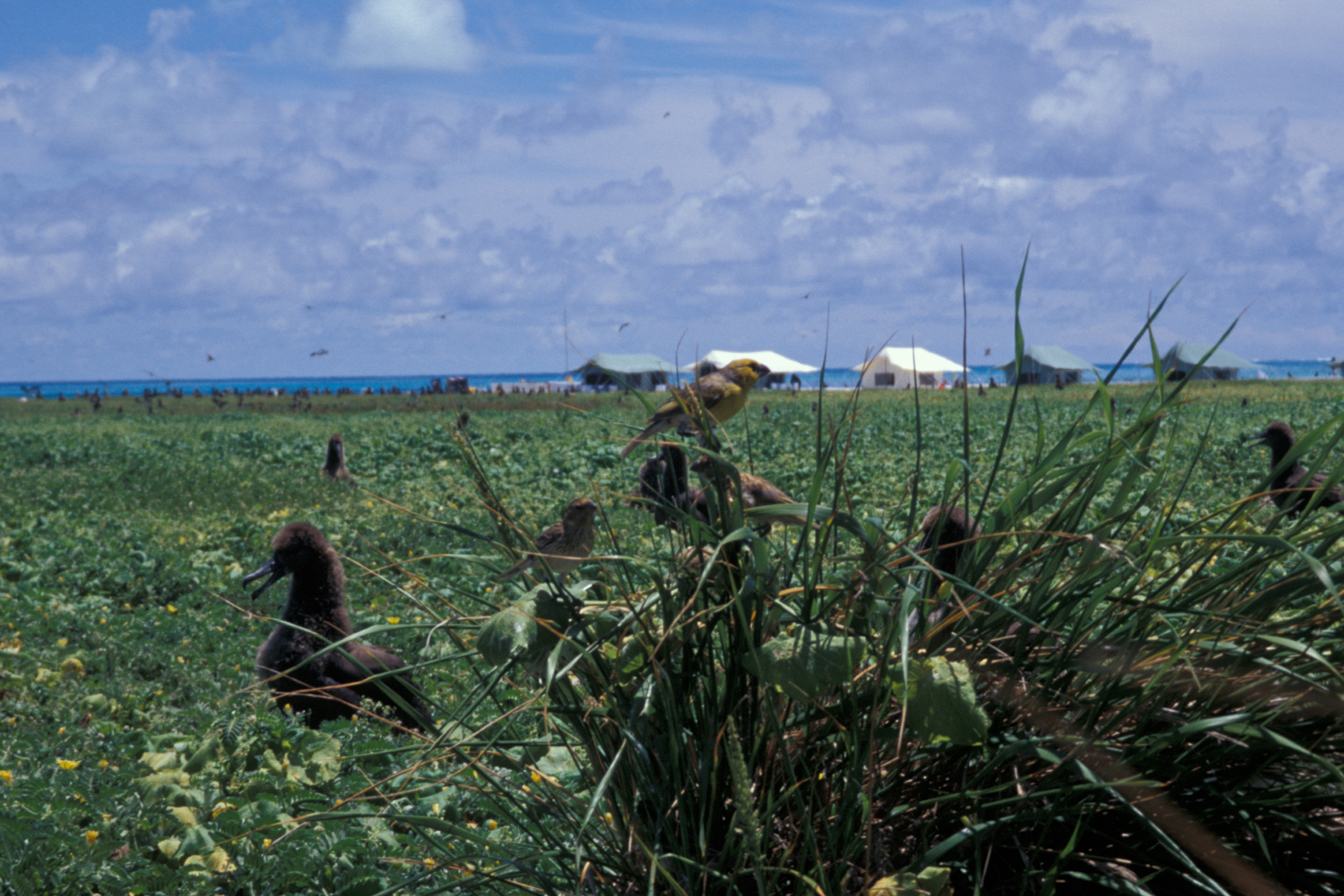
Pisklęta albatrosa, hawajka grubodzioba i namioty badaczy na Southeast Island w 1999

Pearl i Hermes to atol koralowy, w większości zanurzony, w którym siedem piaszczystych wysepek trwale wznosi się ponad poziom morza. Mają one łączną powierzchnię 0,38 km², otaczają je rafy koralowe o powierzchni 1214 km². Atol ma wydłużony kształt i wymiary 32×19,3 km. Rafa otaczająca lagunę tworzy ciągłą barierę po wschodniej stronie, od południa znajdują się w niej wyrwy umożliwiające wpłynięcie: główne wejście, dość głębokie dla małych jednostek pływających i przesmyk wystarczający dla łodzi w pobliżu południowo-wschodniej wysepki. Od północnego zachodu koralowe wzniesienia i skrawki rafy są poprzedzielane głębszą wodą. Głębokość laguny przekracza 30 m. Największą z wysepek jest North Island; na Southeast Island znajduje się zagłębienie terenu, w którym gromadzi się słodka woda deszczowa. Najmniejsze wysepki stale zmieniają kształt, pojawiają się nad powierzchnią wody i zanikają.

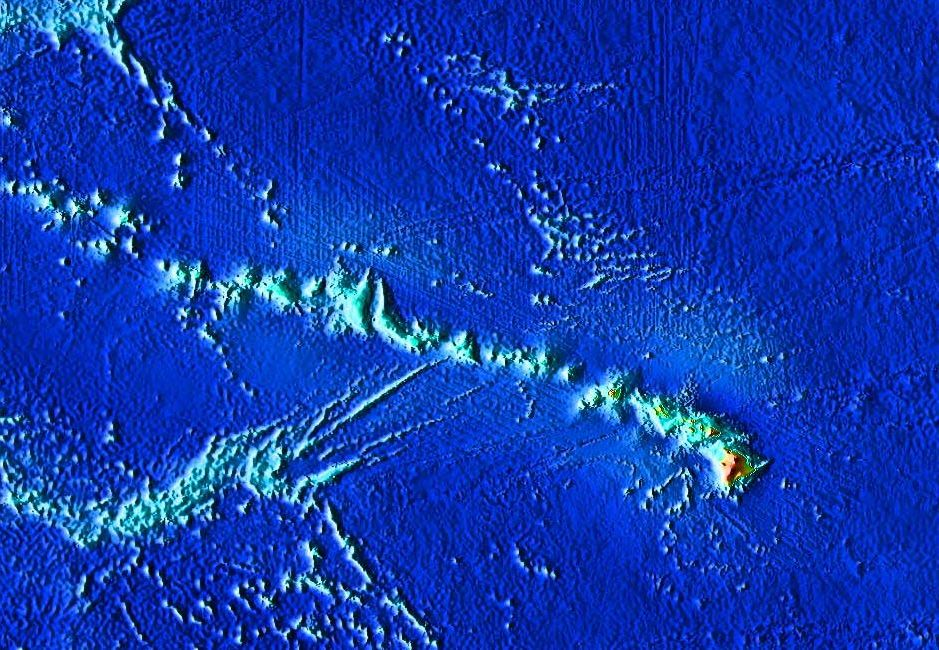
Grzbiet Hawajski: mapa ukształtowania dna morskiego

Koralowy atol narósł na szczycie dawnego wulkanu tarczowego, który wygasł i uległ erozji. Datowanie metodą potasowo-argonową pozwoliło stwierdzić, że wulkan był aktywny 26,8 miliona lat temu (oligocen).
Atol Pearl i Hermes jest objęty ochroną prawną jako część Papahānaumokuākea Marine National Monument.

## Historia
Nie ma archeologicznych świadectw bytności ludzi na Pearl i Hermes, ale w tradycji ustnej zachowały się opowieści świadczące, że rdzenni Hawajczycy wiedzieli o istnieniu Północno-Zachodnich Wysp Hawajskich. Kulturowo były one uznawane za krainy przodków, nieprzeznaczone dla żyjących. Badacze kultury hawajskiej powiązali atol Pearl i Hermes z nazwą Manawai, oznaczającą „wygięty do wewnątrz”, „wklęsły”; człon wai może być nawiązaniem do słowa wai-lua, czyli „duch”. Interpretuje się to jako nawiązanie do procesu introspekcji, w którym odsłania się niezmienna natura ludzkiego ducha. Wyrażenie można też przełożyć dosłownie jako „rozgałęziona woda”. W tej interpretacji odnosi się ono do zmienności wody jako żywiołu. Późniejsza hawajska nazwa Holoikauaua nawiązuje do żyjących tu fokowatych, mniszek hawajskich; wyrażenie ‘īlioholoikauaua oznacza dosłownie „czworonóg pędzący przez wzburzone morze”.

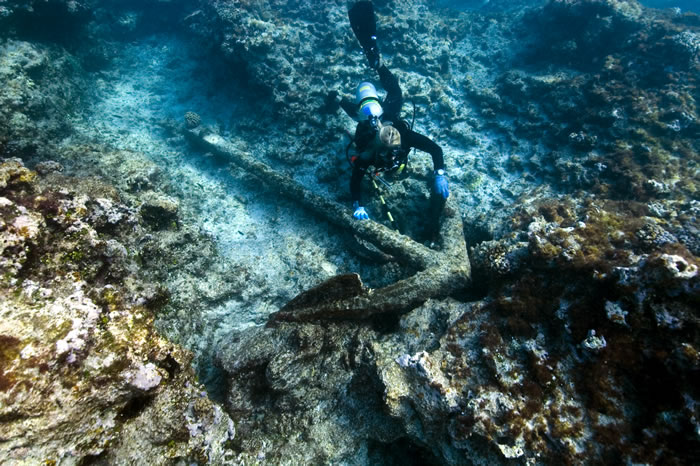
Kotwica „Hermesa”

Europejscy żeglarze odkryli ten atol przypadkowo, na skutek katastrofy, która miała miejsce 26 kwietnia 1822 roku. Dwa angielskie statki wielorybnicze, „Pearl” i „Hermes”, rozbiły się na jego rafach podczas sztormu. Załogi statków wylądowały na jednej z wysepek i po wielu trudach zdołały zbudować z części wraków statek, który ochrzciły „Deliverance” (czyli „ocalenie”); marynarze wydostali się na nim z atolu i dotarli do Honolulu. To właśnie temu zdarzeniu atol zawdzięcza angielską nazwę. Od tamtej pory co najmniej sześć innych jednostek rozbiło się na jego rafach. W 1854 roku król Kamehameha III przyłączył wyspę do Królestwa Hawajów. W 1894 atol wydzierżawiono firmie zajmującej się wydobyciem guana, nie było ono jednak intensywne. Od 1909 stał się częścią Hawaiian Islands Bird Reservation. Atol wzbudził większe zainteresowanie w 1927 roku, kiedy odkryto licznie występujące w lagunie perłopławy (Pinctada galtsofii). Powstała firma zajmująca się ich połowem, która postawiła budynki na jednej z wysepek, a nurkowie wydobyli z laguny kilka ton muszli; masa perłowa została użyta do produkcji guzików. Rząd Terytorium Hawajów nie przychylił się do wniosku o wydzierżawienie atolu i w 1929 objął tutejsze perłopławy ochroną. Mimo tego 90 lat później perłopławy nadal były tu rzadkie.

## Przyroda

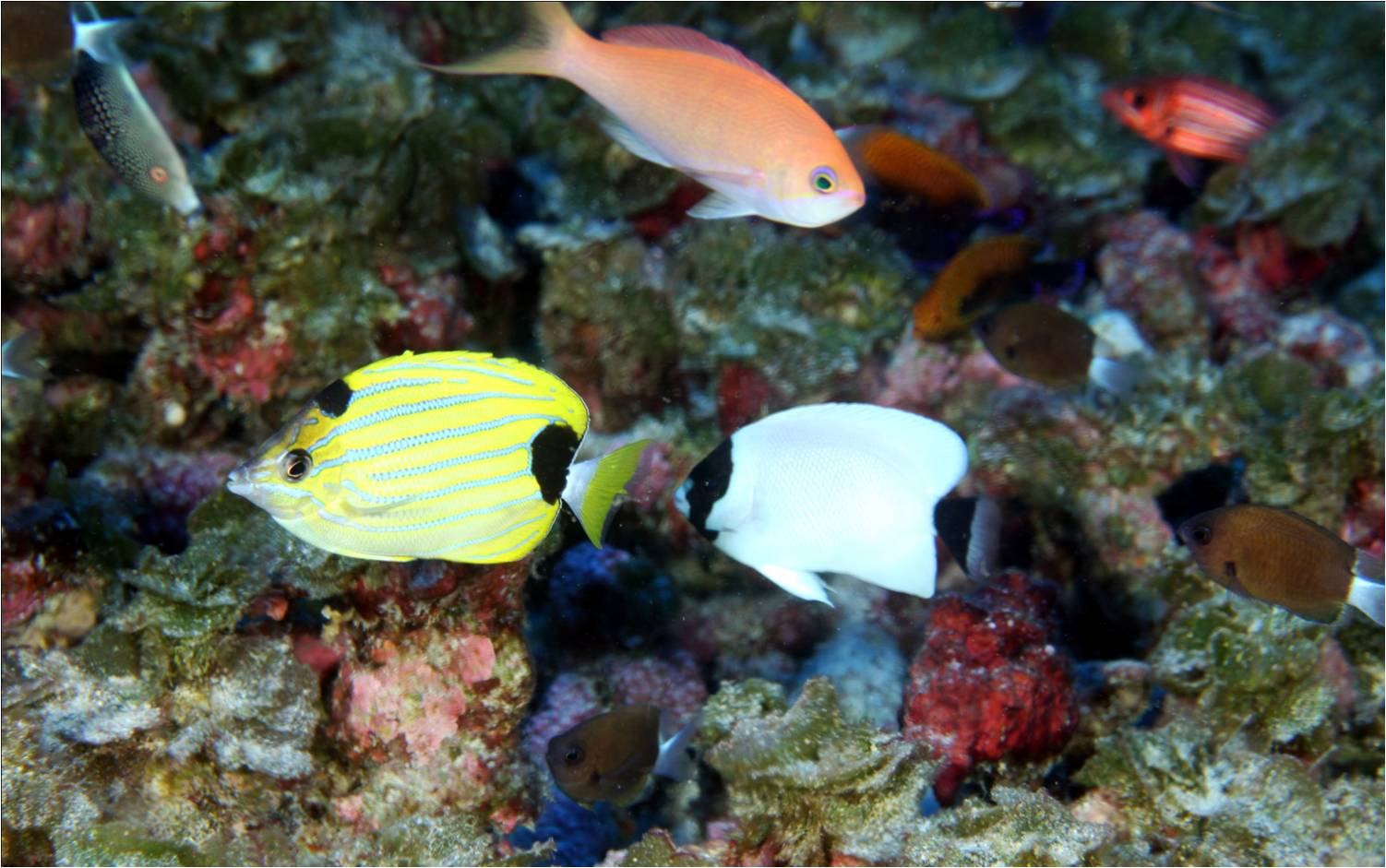
Endemiczne ryby rafowe w pobliżu atolu

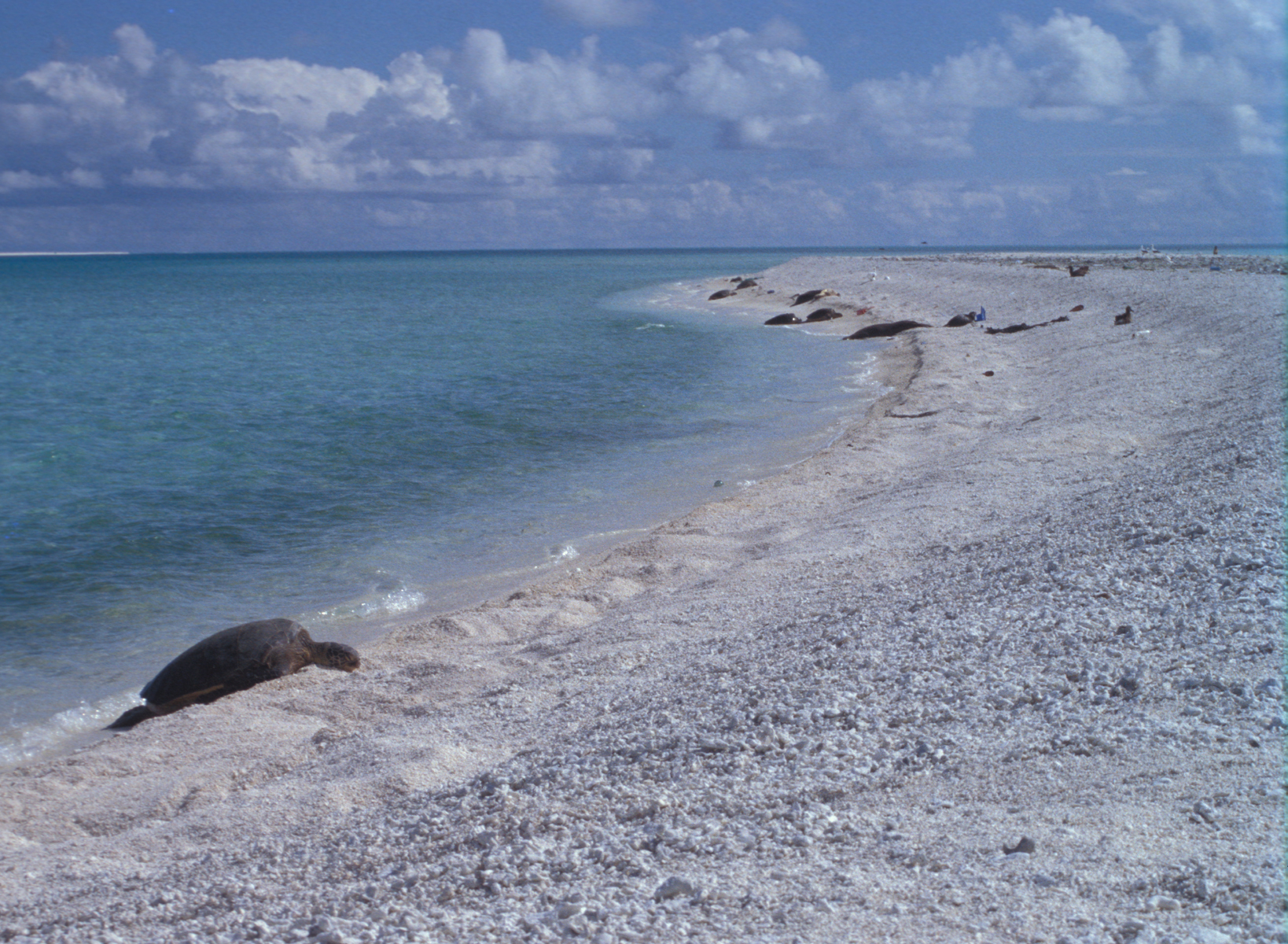
Żółwie morskie i mniszki hawajskie na plaży North Island

Wody atolu Pearl i Hermes są miejscem życia 174 gatunków ryb, z czego aż 62% to gatunki endemiczne dla Hawajów; jest to najwyższy odsetek w archipelagu. Występują tu m.in. żarłacz galapagoski, żarłacz brunatny, Sargocentron spiniferum, Caranx ignobilis, Priacanthus meeki, pomakantowate (w tym rzadkie w innych częściach archipelagu Genicanthus personatus i Centropyge interrupta), węgorzokształtne, skarusowate. Żyją tu także różnorodne homarowate, gąbki i koralowce (udokumentowano 33 gatunki korali madreporowych). W wodach atolu rozmnażają się delfinki długoszczękie. Jest to także miejsce żerowania i rozrodu żółwi morskich i mniszki hawajskiej.
Piaszczyste wysepki atolu są porośnięte przez trawy i rośliny zielne, odporne na zalewanie słoną wodą; występuje tu 13 rodzimych gatunków roślin i 7 introdukowanych. W 1828 posadzono tu rzewnię, która jednak nie przetrwała. Na atolu spotykane jest około 160 tysięcy ptaków morskich z 22 gatunków, w tym albatrosy czarnonogie i nawałniki żałobne; jest to jedno z dwóch znanych na Hawajach miejsc gniazdowania rybitwy białoczelnej. 16 gatunków gniazduje na atolu. W 1967 z niedalekiej wyspy Laysan została tu sprowadzona hawajka grubodzioba, aby utworzyć drugą populację tego gatunku. Żyje tu także endemiczny podgatunek pluskwiaka, Nysius fullawayi infuscatus.
Wpływ ludzkiej działalności na atol Pearl i Hermes był mniejszy niż w przypadku innych w archipelagu, ale także tu występują problemy z odpadami przynoszonymi przez prądy morskie oraz wrakami statków. Tylko w 2003 roku z raf usunięto ponad 90 ton odpadów.